# Keene (New Hampshire)
Keene település az Amerikai Egyesült Államok New Hampshire államában, Cheshire megyében, melynek megyeszékhelye is. Lakosainak száma 23 047 fő (2020. április 1.).

## Népesség
A település népességének változása:

| 2010 | 23 409 |
| 2020 | 23 047 |